# Manel Cirac i Gascón
Manel Cirac i Gascón   (Granollers, 21 de març de 1988) és un jugador i entrenador d'handbol.
Format al Club Balonmano de Granollers. Va debutar amb 22 anys a la lliga ASOBAL contra el FC Barcelona, i va jugar un partit de recopa europea. La temporada 2011-2012 va estar al Club Balonmano La Roca. El desembre de 2012 va ser fitxat pel Club Balonmano Villa de Aranda. Després va jugar a Luxemburg, la temporada 2014-2015 es va proclamar campió amb el HB Käerjeng; a la següent no va jugar i es va decidir cedir-lo al Déifferdingen. El 2017 va formar part de la selecció espanyola d'handbol i va guanyar la copa europea d'handbol platja. Posteriorment ha desenvolupat carrera com a entrenador, i ho ha estat del danès TG Nürtingen.